# Bête de Veyreau
La Bête de Veyreau est un animal anthropophage qui sévit non loin du Gévaudan, à partir de 1799, dans le « Causse Noir », région d'élevage pastoral qui fait partie du département de l’Aveyron. Ces attaques remplirent les habitants d’une grande frayeur et la bête aurait fait « des dizaines de victimes », à tel point que les habitants de la région pensèrent que la bête du Gévaudan était venue jusque chez eux.